# Belaja (affluente dell'Angara)
La Belaja (in russo Белая?; nella parte alta e media si chiama Bol'šaja Belaja Большая Белая) è un fiume della Siberia Orientale, affluente di sinistra dell'Angara. Scorre nell'Okinskij rajon della Buriazia e nei rajon Čeremchovskij e Usol'skij dell'oblast' di Irkutsk, in Russia.
Il fiume ha origine dalla confluenza dei due rami sorgentizi Burun-Sagan-Bil'čir e Sagan-Bil'čir che scendono dalla zona alpina dei monti Bel'skie Gol'cy (che fanno parte dei Saiani Orientali) a un'altitudine di 1729,4 m. Attraversa una zona montuosa scarsamente popolata. Ci sono rapide e cascate nel corso superiore e medio del fiume. La Belaja scorre in direzione orientale e sfocia nel bacino di Bratsk a 1 610 km dalla foce dell'Angara, a nord di Usol'e-Sibirskoe. Il fiume ha una lunghezza di 359 km; l'area del suo bacino è di 18 000 km². I suoi maggiori affluenti (da destra) sono l'Urik e la Malaja Belaja.